# Філософсько-соматична терапія
Філософсько-соматична терапія — представляє собою інтегративний підхід, що включає філософські роздуми про сенс життя, природу буття, взаємодію розуму та тіла, та соматичні (тілесні) практики. Цей напрямок в терапії розроблено з метою глибокого розуміння та вирішення життєвих проблем через інтеграцію філософії, психології та соматики. Автором концепції є Чайка Яна, кандидат філософських наук, доцент кафедри філософії та методології науки Київського національного університету імені Тараса Шевченка.

## Основні принципи
Філософсько-соматична терапія зосереджується на аналізі світогляду та логіки суджень людини, виходячи з того, що спосіб, яким людина інтерпретує свій досвід та взаємодіє зі світом, глибоко впливає на її психічний та фізичний стан. Паралельно, велика увага приділяється соматичним симптомам, які вважаються важливими індикаторами емоційних та психічних проблем.

## Застосування та ефективність
Цей терапевтичний підхід є особливо ефективним при роботі з:
- Екзистенційними кризами: включаючи пошук сенсу життя та відчуття ізоляції.
- Емоційними розладами: тривога, і невпевненість у собі.
- Тілесними симптомами без медичного пояснення: наприклад, хронічний біль та напруження.
- Проблемами самоідентифікації та самовираження, а також міжособистісними конфліктами.
- Труднощами з прийняттям тіла: такими як низька самооцінка, тощо

Філософсько-соматична терапія поєднує знання та методики з філософії, психології та соматики, пропонуючи комплексний підхід допомоги і самопізнання людям, розуміння себе, власної логіки суджень, своїх відчуттів
та емоцій, досягнення благополуччя.